# Bodil Svendsen
Bodil Margrethe Svendsen, geborene Thirstedt, (* 4. November 1916 in Kopenhagen; † nach 1952) war eine dänische Kanutin.
Svendsen gewann bei den Kanurennsport-Weltmeisterschaften 1938 in Vaxholm eine Bronzemedaille im Einer-Kajak und eine im Zweier-Kajak. 1948 wurde sie gemeinsam mit Karen Hoff Weltmeisterin im Zweier-Kajak über 500 m. Bei den Olympischen Spielen 1952 kam die Starterin des Kastrup Kajak Klub im Einer-Kajak als Fünfte ins Ziel. Sie war mit dem Kanuten Axel Svendsen (1912–1995) verheiratet.